# ينكا دير
ينكا دير (بالإنجليزية: Yinka Dare)‏ مواليد 10 أكتوبر 1972 في كانو - الوفاة 09 يناير 2004، كان لاعب كرة سلة نيجيري بدأ مسيرته الاحترافية في سنة 1994 وحمل الرقم 11 و33. بلغ طوله 7 قدم 1.5 بوصة (2.2 م). اعتزل اللعب في 2003. توفي إثر نوبة قلبية بعمر الحادية والثلاثين.

## فرق لعب لها
- بروكلين نتس

## روابط خارجية
- ينكا دير على موقع الاتحاد الدولي لكرة السلة (الإنجليزية)
- ينكا دير على موقع إن بي أي (الإنجليزية)
- ينكا دير على موقع سبورتس رفرنس (الإنجليزية)
- ينكا دير على موقع كرة السلة الأوروبية.كوم (الإنجليزية)
- ينكا دير على موقع كلية كرة السلة في سبورتس رفرنس.كوم (الإنجليزية)
- ينكا دير على موقع ريلجم (الإنجليزية)
- ينكا دير على موقع بروبوليرز (الإنجليزية)